# Hidrocòtile
Hidrocòtile (Hydrocotyle),
és un gènere de plantes amb flors perennes i prostrades classificades anteriorment dins la família de les apiàcies són aquàtiques o semiaquàtiques. Actualment es classifiquen dins la família Araliaceae.
Als Països Catalans es troben H. vulgaris i H. bonaerensis.

## Algunes espècies
El gènere té entre 75 i 100 espècies que creixen en regions temperades i tropicals del món algunes espècies són plantes ornamentals. Una llista d'espècies:
- Hydrocotyle americana L. -- American marshpennywort
- Hydrocotyle batrachium Hance
- Hydrocotyle benguetensis Elm.
- Hydrocotyle bonariensis Lam. --
- Hydrocotyle bowlesioides Mathias & Constance—largeleaf marshpennywort
- Hydrocotyle calcicola
- Hydrocotyle dichondroides Makino
- Hydrocotyle dielsiana
- Hydrocotyle heteromeria --
- Hydrocotyle hexagona
- Hydrocotyle himalaica
- Hydrocotyle hirsuta Sw. -- yerba de clavo
- Hydrocotyle hitchcockii
- Hydrocotyle hookeri
- Hydrocotyle javanica Thunb.
- Hydrocotyle keelungensis Liu, Chao & Chuang
- Hydrocotyle leucocephala Cham. & Schltdl. --
- Hydrocotyle mannii Hook.f.
- Hydrocotyle microphylla A.Cunn.
- Hydrocotyle moschata G. Forst. --
- Hydrocotyle nepalensis Hook.
- Hydrocotyle novae-zelandiae DC.
- Hydrocotyle prolifera
- Hydrocotyle pseudoconferta
- Hydrocotyle pusilla A. Rich. -- tropical
- Hydrocotyle ramiflora
- Hydrocotyle ranunculoides L. f. --
- Hydrocotyle salwinica
- Hydrocotyle setulosa Hayata
- Hydrocotyle sibthorpioides Lam. --
- Hydrocotyle tambalomaensis
- Hydrocotyle tripartita
- Hydrocotyle umbellata L. --
- Hydrocotyle verticillata Thunb. --
- Hydrocotyle vulgaris L.
- Hydrocotyle wilfordii
- Hydrocotyle wilsonii
- Hydrocotyle yanghuangensis